# Rue Jeanne-d'Arc (Paris)
Pour les articles homonymes, voir Rue Jeanne-d'Arc.
La rue Jeanne-d’Arc est une voie du 13e arrondissement de Paris.

## Situation et accès
La rue Jeanne d'Arc est une voie quasiment rectiligne du 13e arrondissement longue de presque 1,5 km et large d'environ 20 mètres. Elle débute rue de Domrémy, traverse la place Jeanne-d'Arc, les boulevards Vincent-Auriol et de l'Hôpital, avant de rejoindre le boulevard Saint-Marcel.

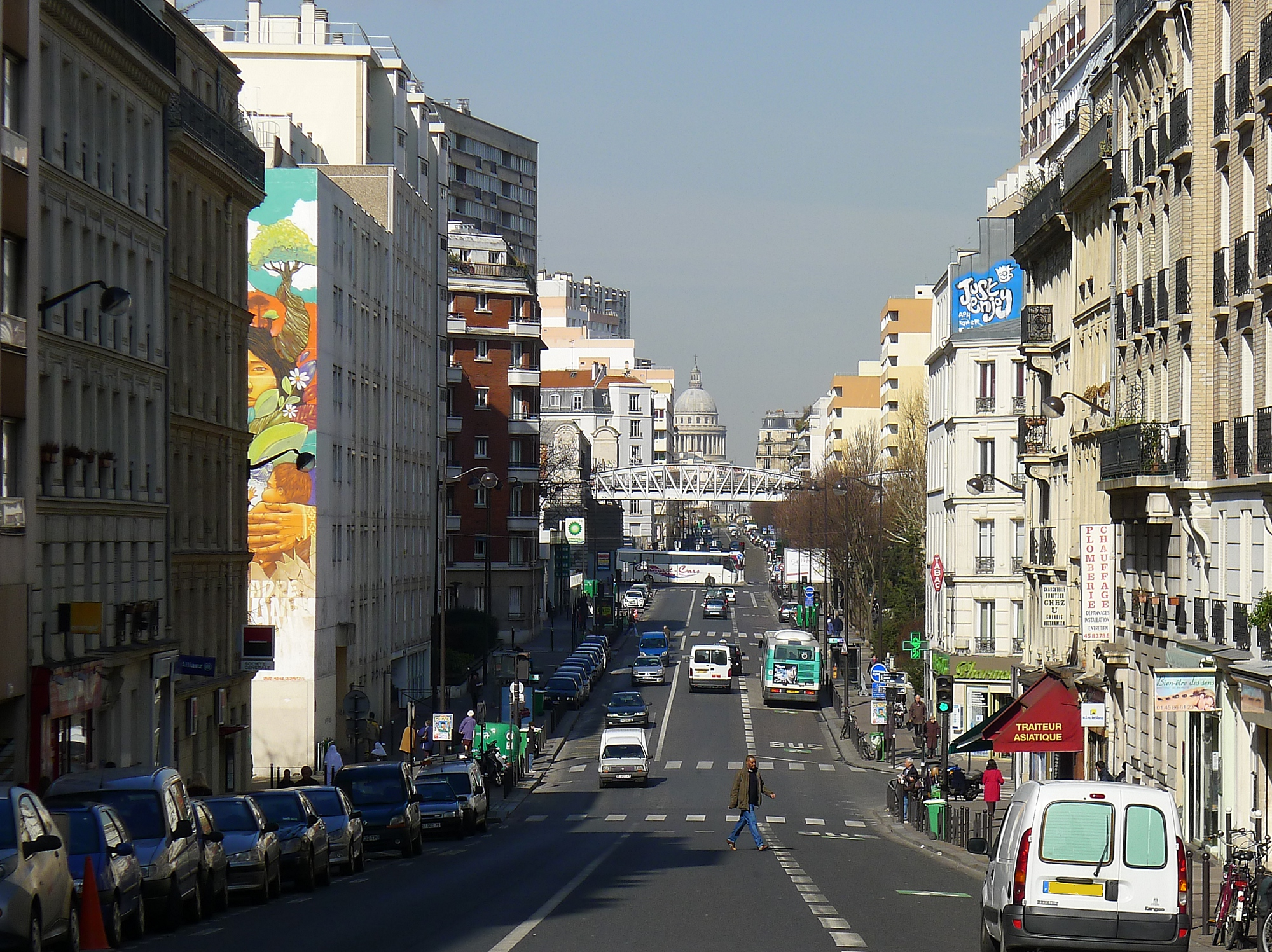
La rue Jeanne-d'Arc vue en direction du Panthéon.
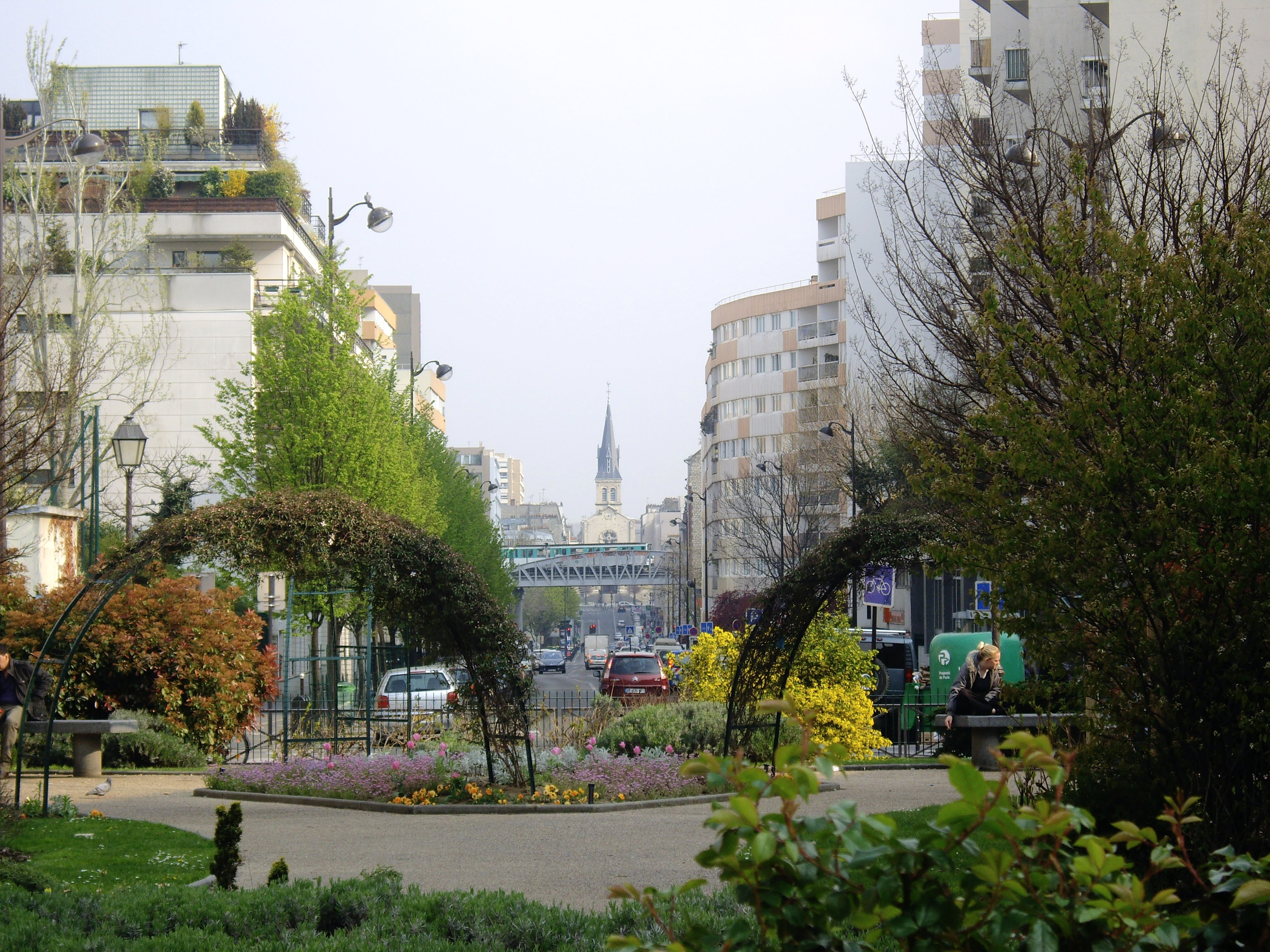
Vue de la rue depuis le jardin Federica-Montseny et la place Louis-Armstrong, et perspective sur l'église Notre-Dame-de-la-Gare de Paris.

## Origine du nom

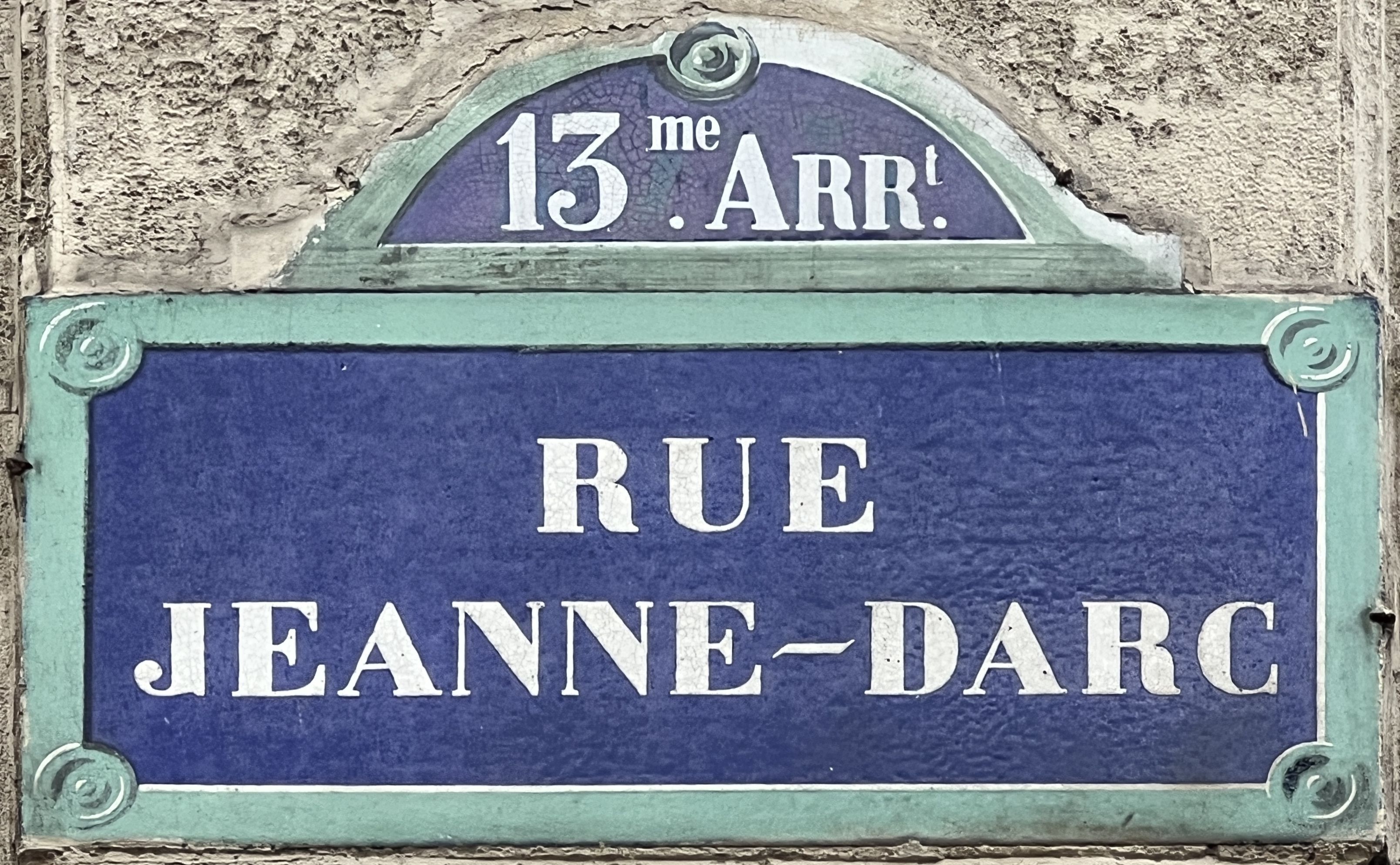
Plaque avec la graphie rue Jeanne-Darc.

Cette rue rend hommage à Jeanne d'Arc, héroïne de l'histoire de France, chef de guerre et sainte de l'Église catholique. Elle est proche de diverses autres voies dont les noms font référence à ce personnage historique.
La Compagnie du chemin de fer de Paris à Orléans créée en 1838 souhaitait rendre hommage à une figure historique orléannaise et a choisi Jeanne d'Arc.

## Historique
Une première partie de cette rue est ouverte en 1854 entre la rue de Domrémy et le boulevard Vincent-Auriol sous le nom de « rue de l'Église » car elle aboutissait à l'église Notre-Dame de la Gare puis elle prend en 1864 le nom de « rue Jeanne-d'Arc ». Pour Haussmann, il s’agissait de créer l’axe principal d’un nouveau quartier qui contrebalancerait, vers le sud-est, la poussée nord-ouest alors en pleine expansion de Paris.
En 1895, elle est prolongée une première fois entre le boulevard Saint-Marcel et le boulevard de l'Hôpital et une seconde fois, en 1913, entre le boulevard de l'Hôpital et le boulevard de la Gare, en profitant des travaux pour supprimer la cité Doré.
Le niveau de l'actuel jardin Federica-Montseny constitue le centre géographique de la rue.

## Bâtiments remarquables et lieux de mémoire
- Statue de Jeanne d'Arc au début de la rue au croisement avec le boulevard Saint-Marcel.
- No 45 : en 1888, la Société philanthropique entreprend de faire construire cet immeuble bon marché, le premier de ce type à Paris[4], par l'architecte des Gobelins, Chabrol, qui servira de modèle à d'autres. Il comprend une trentaine de logements d'environ 30 m2, d'un loyer très bas, destinés aux ouvriers qui vivent alors souvent dans des conditions déplorables. La Société ne réalisant pas de bénéfices, elle ne peut cependant pas investir dans de nouveaux projets immobiliers les concernant[5].
- Nos 71 à 77 : emplacement de la cité Jeanne-d'Arc.
- Nos 98,100 et 110 : le street art est présent dans cette rue, notamment aux numéros 98 (Et j'ai retenu mon souffle), 100 (Gamin de Paris) et 110.
- No 166 : site du lycée Albert-de-Mun.

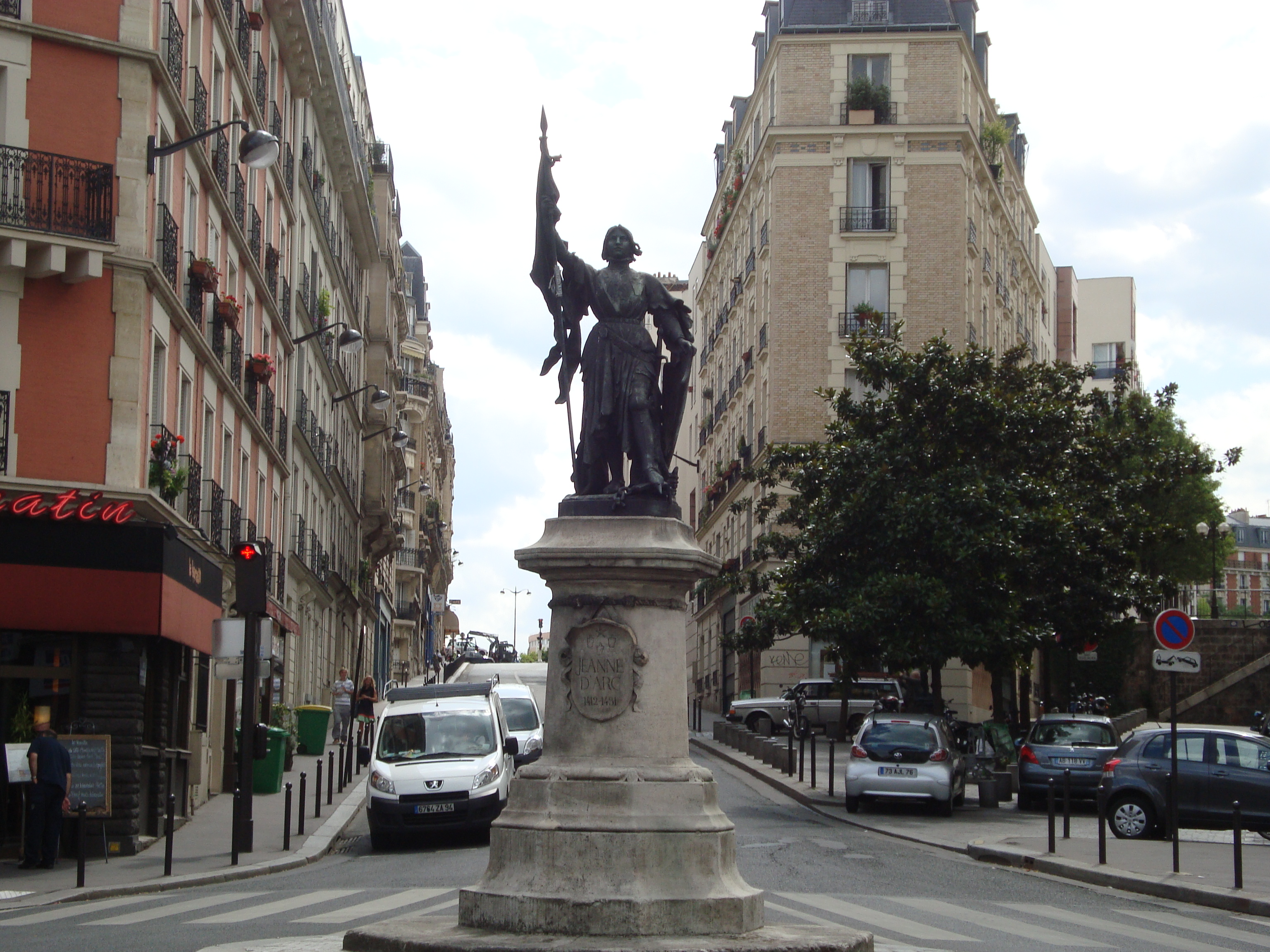
Statue de Jeanne d'Arc au début de la rue au croisement avec le boulevard Saint-Marcel.
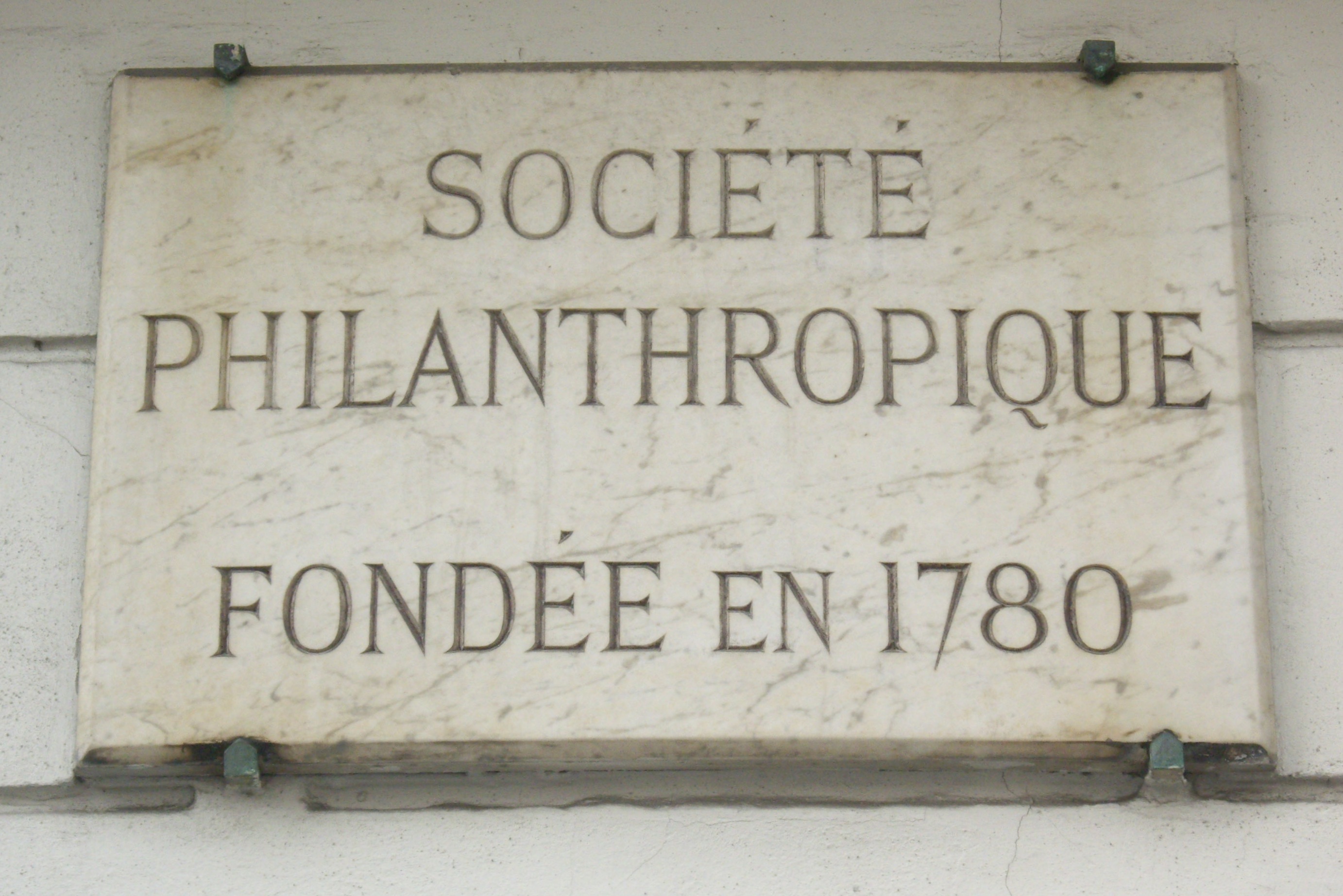
Plaque au no 45.
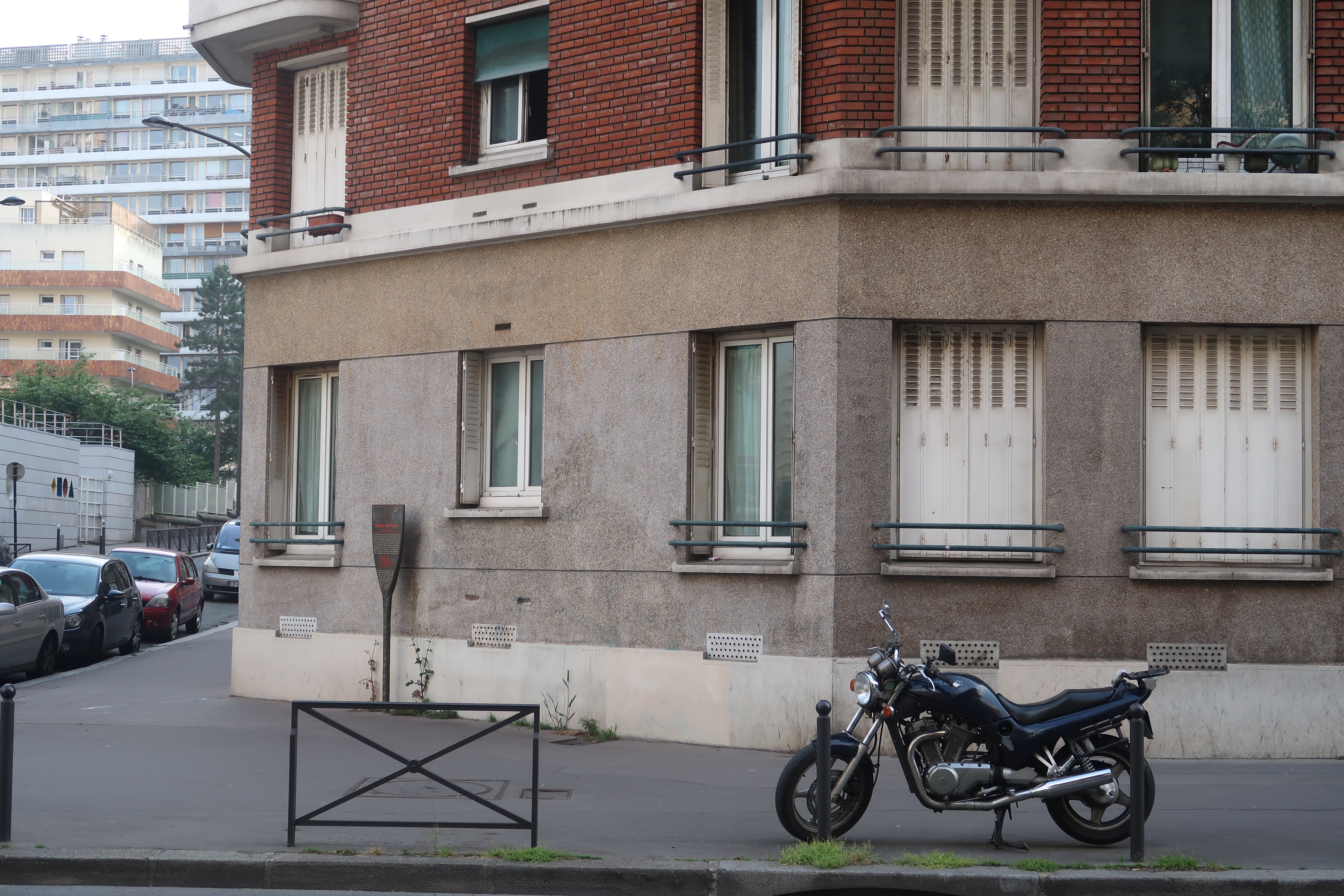
Panneau Histoire de Paris en hommage à la Cité Jeanne-d'Arc, au croisement de la rue Jeanne-d'Arc et de la rue du Docteur-Victor-Hutinel.
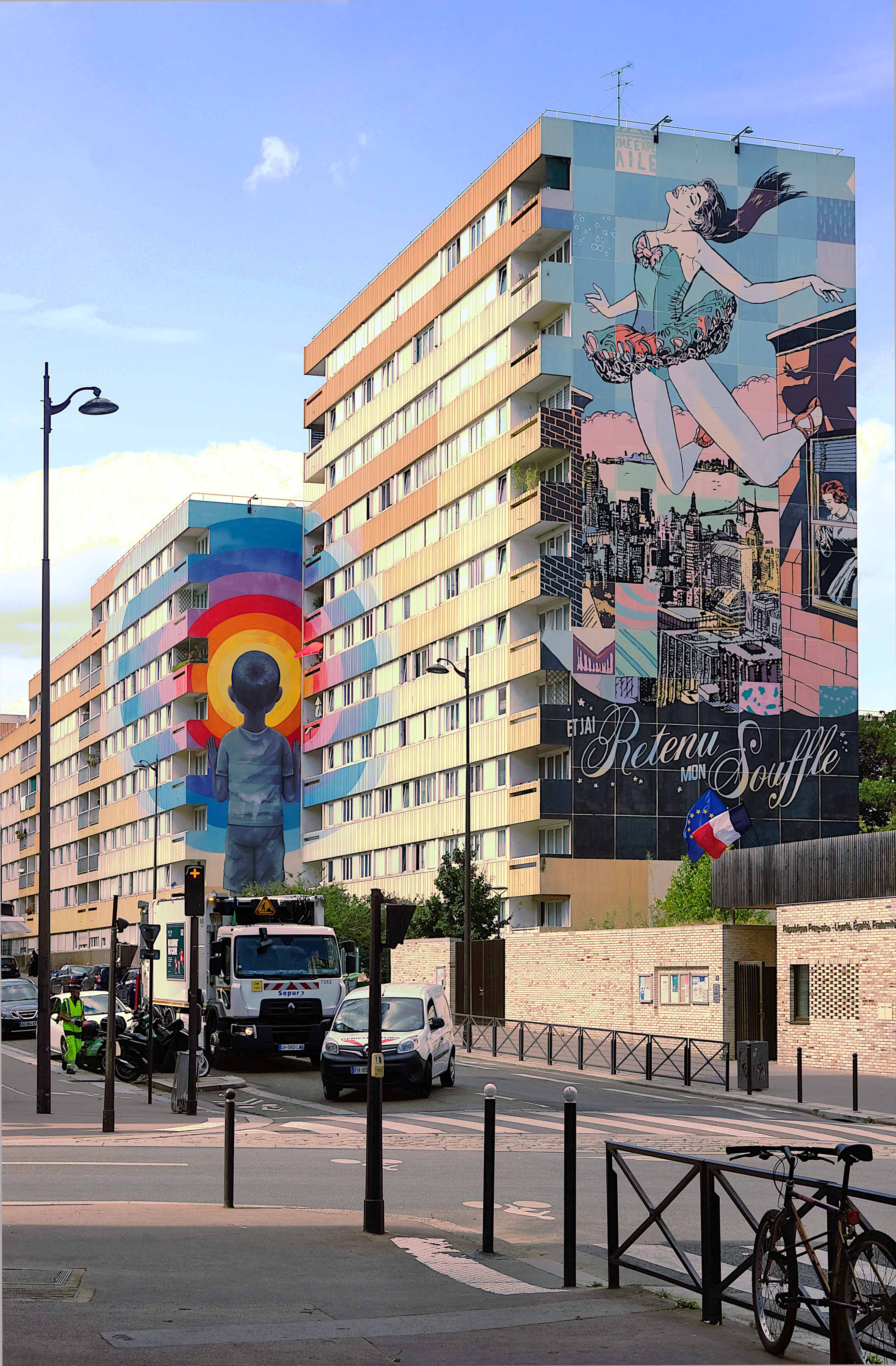
Art urbain aux n°98 et n°100.
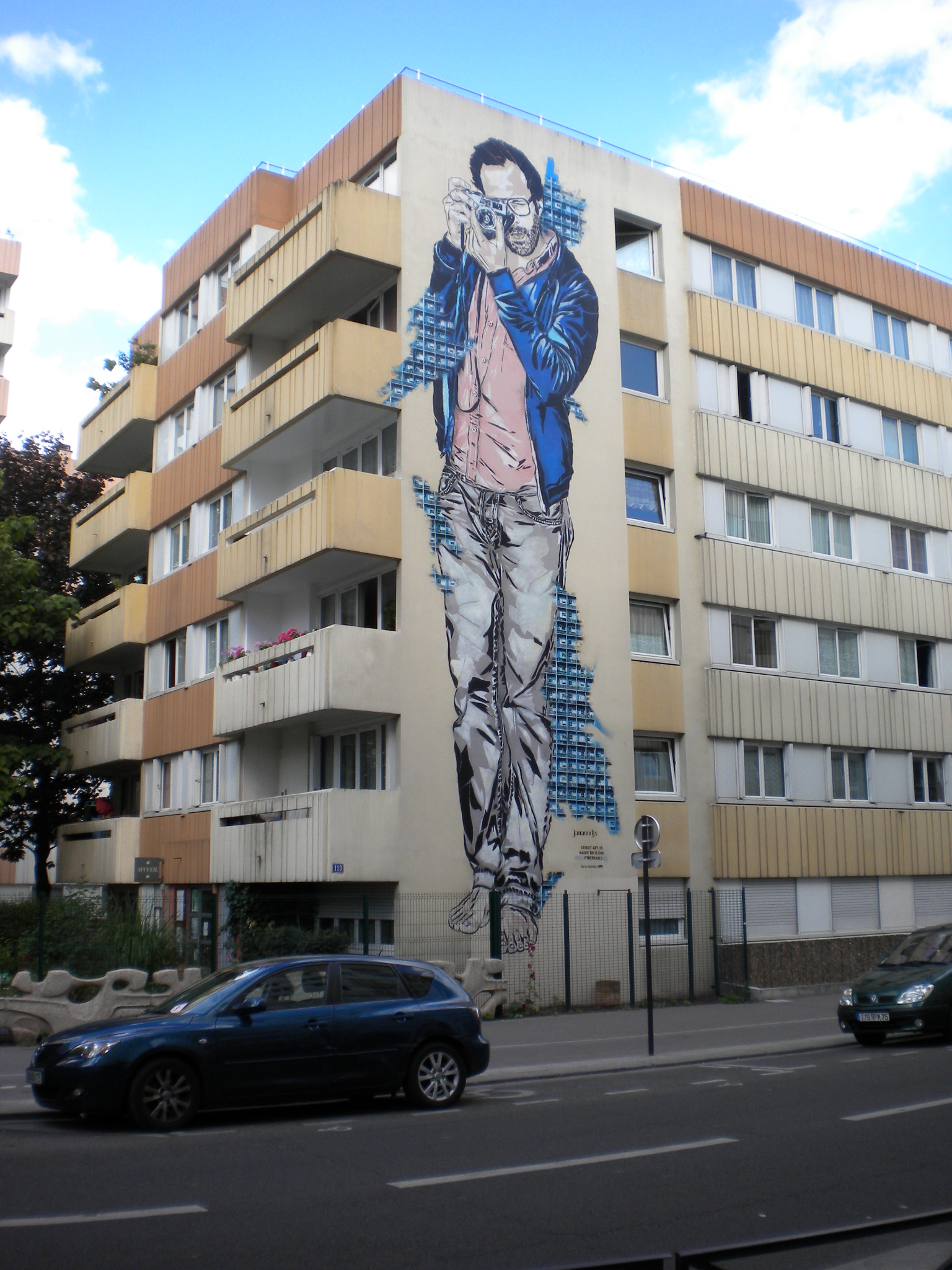
Une des fresques au niveau du n°110.